# Peruviaanse marine

Vlag van de Peruviaanse marine

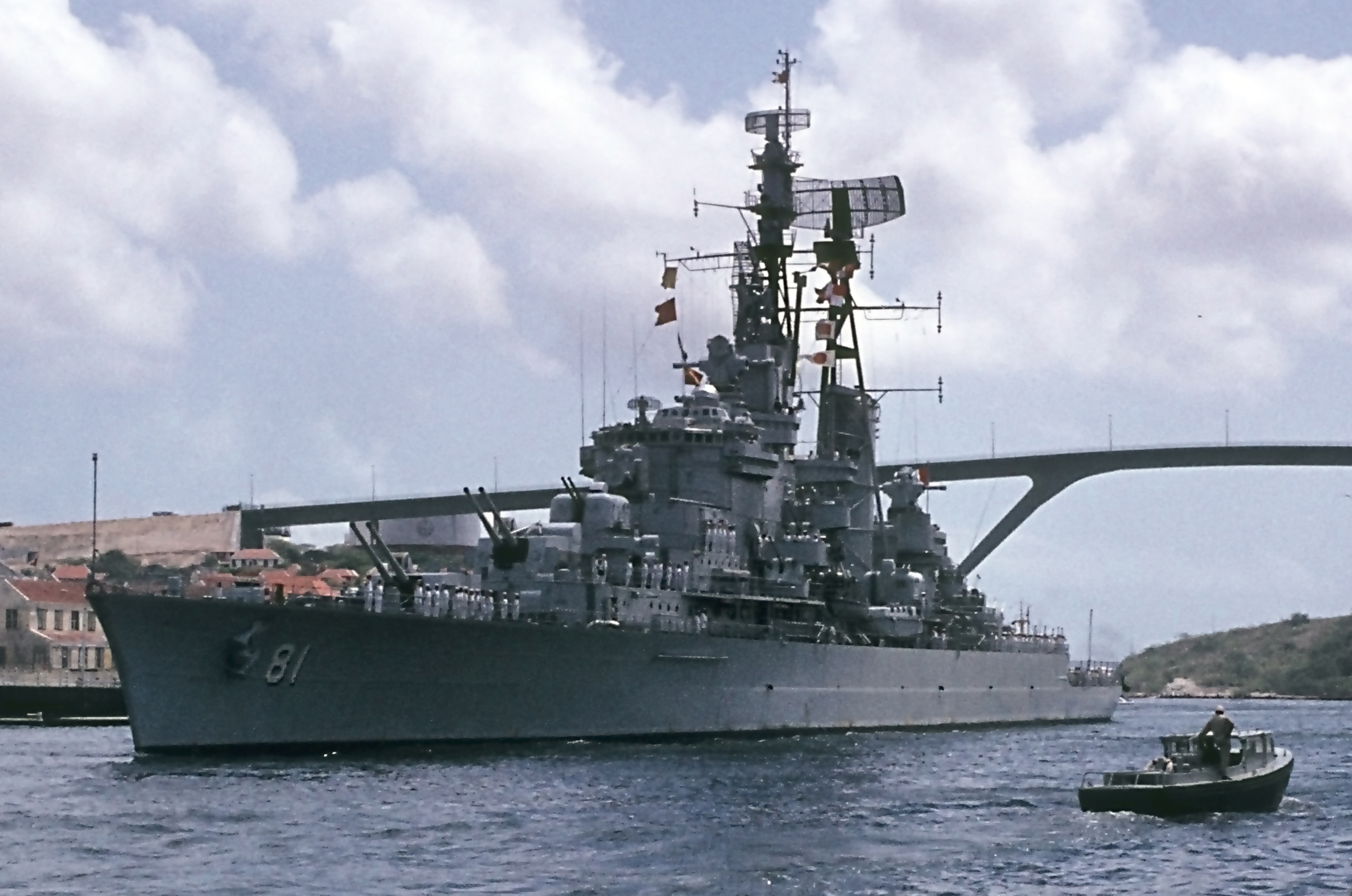
De kruiser Almirante Grau, het vlaggenschip van Peru, die voorheen in Nederland voer als Hr. Ms. De Ruyter

De Peruviaanse marine (Marina de Guerra del Perú) maakt deel uit van de Peruviaanse krijgsmacht.
Het vlaggenschip is sinds 23 mei 1973 de 182 meter lange kruiser Almirante Grau, die voorheen in Nederland dienstdeed als Hr. Ms. De Ruyter. Sinds 1945 is 8 oktober de Dag van de Marine, ter ere van de Zeeslag van Angamos (1879).